# Татјана Петрова
Татјана Петрова (рус. Татьяна Петрова Архипова; Чувашија, 8. априла 1983. Чувашија) је руска атлетичарка у трчању на дуге стазе.

## Најбољи резултати
3000 м са препрекама
- сребрна медаља - 9:28,05 ЕП Гетеборг 12. август 2006.
- сребрна медаља - 9:09,19 СП Осака 27. август 2007.

Петрова се опробала у скоро свим дисциплинама на дугим стазама.

## Лични рекорди
- 3000 м 8:44.13 Жуковски, Русија 24. јун 2006.
- 5000 м 15:46.58 Чебоксари, Чувашија, Русија 27. јун 2003.
- 10.000 м 32:17.49 Тула, Русија 14. јун 2005.
- 10 км 32:10 Мобил, Алабама САД 24. март 2007.
- 15 км 49:52 Јутика, Њујорк, САД 11. јул 2004.
- Маратон 2:31:03 Чикаго, Илиноис, САД 9. октобар 2005.
- 3000 м са препрекама 9:09.19 Осака, Јапан 27. август 2007.